# Aleksandra Stamenić
Aleksandra Stamenić (serbisch-kyrillisch Александра Стаменић, geboren am 12. Juli 1998 in Novi Sad, BR Jugoslawien) ist eine serbische Handballspielerin.
Stamenić spielte Handball zunächst bei ŽJRK „Bor RTB“, dann ab Juli 2019 bei RK Zaječar 1949. Später war sie aktiv bei ŽRK Bekament Bukovička Banja (2020/2021) und ab 2021 beim ungarischen Erstligisten Kisvárdai KC. Im Jahr 2023 schloss sie sich dem serbischen Erstligisten ŽRK Crvena Zvezda an.
Sie wird auf der Spielposition Linksaußen eingesetzt.
Mit den Teams aus Bor (2017/2018) und Zaječar (2019/2020) nahm Zulić am europäischen Vereinswettbewerb EHF Challenge Cup teil.
Stamenić steht im Aufgebot der serbischen Nationalmannschaft. Für Serbien nahm sie an der Weltmeisterschaft 2021, an der Europameisterschaft 2022 und an der Weltmeisterschaft 2023 teil.